# Công thức cấu tạo

Công thức khung (skeletal formula), một dạng công thức cấu tạo của Vitamin B12. Nhiều hợp chất hữu cơ là quá phức tạp để được xác định bằng một công thức phân tử

Công thức cấu tạo (tiếng Anhː structural formula) của một hợp chất là một biểu diễn đồ họa của cấu trúc phân tử, cho thấy các nguyên tử được sắp xếp như thế nào trong phân tử (thường là phân tử hữu cơ). Liên kết hóa học trong phân tử cũng được hiển thị với vị trí trong không gian của chúng. Không giống như công thức phân tử chỉ có một số ký hiệu và chỉ có khả năng mô tả hạn chế, các công thức cấu tạo cung cấp một mô tả đầy đủ về biểu diễn hình học của cấu trúc phân tử. Ví dụ, nhiều hợp chất hóa học tồn tại ở các dạng đồng phân khác nhau, với cấu trúc hình học khác nhau nhưng có công thức phân tử giống nhau. Công thức cấu tạo có thể cho thấy sự sắp xếp các nguyên tử trong không gian ba chiều theo cách mà một công thức phân tử không thể làm được.
Một số định dạng đặt tên hoá học có hệ thống, như trong các cơ sở dữ liệu hóa học, được sử dụng tương đương nhau và có khả năng mô tả như các cấu trúc hình học. Những hệ thống danh pháp hóa học này bao gồm SMILES, InChI và CML. Những tên hóa học có hệ thống này có thể được chuyển đổi thành các công thức cấu tạo và ngược lại, nhưng các nhà khoa học gần như luôn luôn mô tả một phản ứng hóa học hoặc một tổng hợp hóa học hữu cơ bằng công thức cấu tạo chứ không dùng công thức phân tử vì các công thức cấu tạo cho phép các nhà hoá học hình dung ra những thay đổi xảy ra bên trong cơ cấu phân tử khi diễn ra phản ứng hóa học.